# Wassertürme (Augsburg)

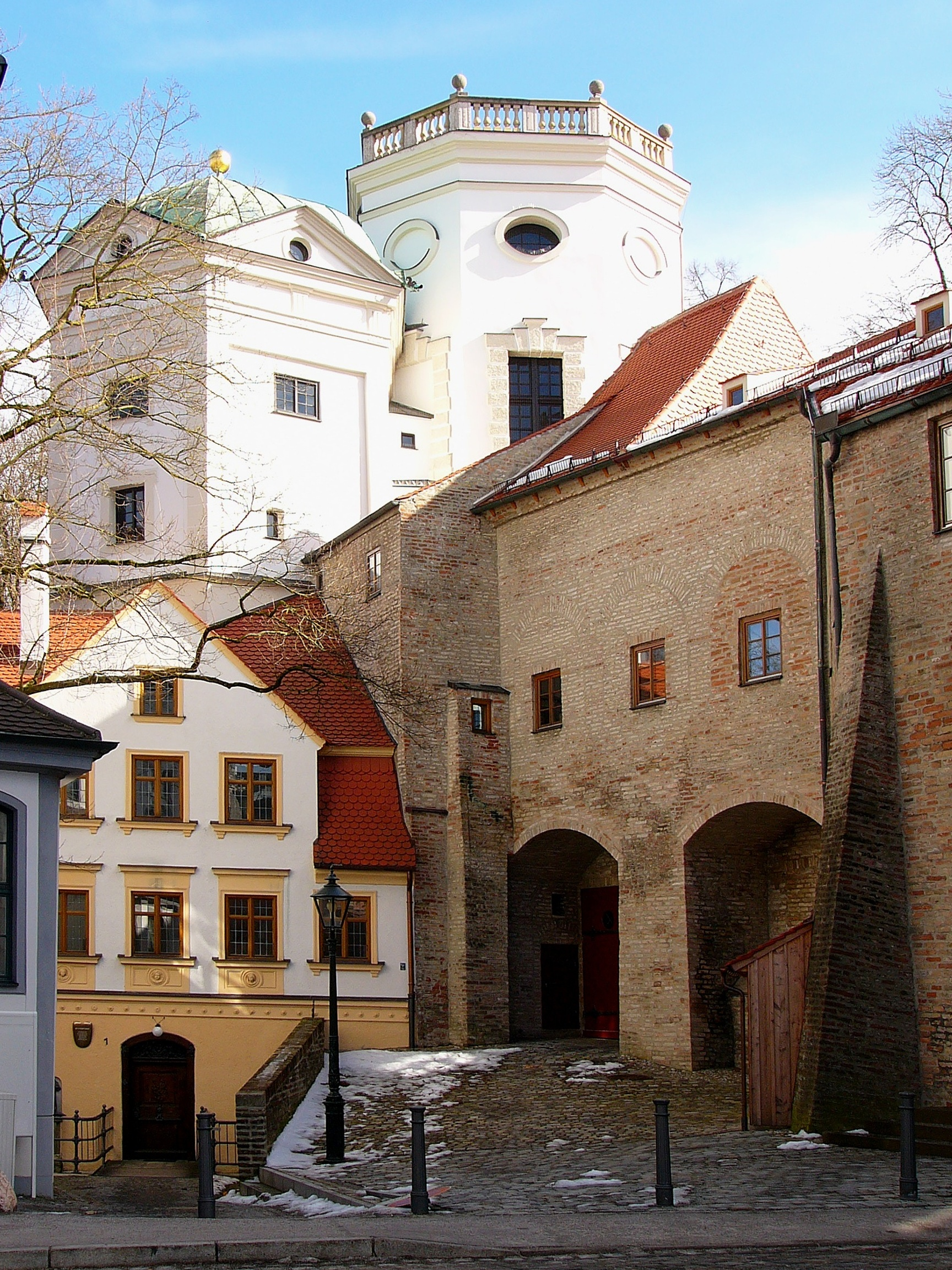
Die beiden Wassertürme am Roten Tor. Im Vordergrund links das obere Brunnenmeisterhaus.

Die Wassertürme in Augsburg sind Denkmäler von Augsburgs historischer Wasserwirtschaft. Von den erhaltenen Wassertürmen in Augsburg gehören vier seit 2019 zur UNESCO-Welterbestätte „Augsburger Wassermanagement-System“. Einer davon gilt als der älteste Wasserturm Deutschlands.
Die ersten Wassertürme in Augsburg wurden in dem Gebiet am Schwibbogentor und am Roten Tor, der einstigen südlichen Stadtgrenze, errichtet. Mit dem Wasserwerk am Roten Tor und den dortigen Wassertürmen konnte der Niveauunterschied zur Maximilianstraße ausgeglichen werden. Das Wasser zur Stadtversorgung stammte aus dem Brunnenbach, in dem mehrere Quellbäche aus dem Augsburger Stadtwald im Süden der Stadt zusammengefasst waren. Es wurde in einem Reservoir gesammelt und schließlich über die Wassertürme an die Verbraucher weitergeleitet.
Nach und nach wurden zur Versorgung der verschiedenen Stadtviertel weitere Wasserwerke mit Wassertürmen hinzugefügt. Während der Amtszeit des Augsburger Brunnenmeisters Caspar Walter gab es in Augsburg sieben Wasserwerke mit neun Wassertürmen. Zwei dieser sieben historischen Wasserwerke fielen 1843 außer Betrieb, der Rest im Jahr 1879 mit der Inbetriebnahme des turmlosen Wasserwerks am Hochablass. Zum Teil blieben die ehemaligen Wassertürme als Gebäude erhalten.

## Ältester Wasserturm
Der älteste Wasserturm Augsburgs aus dem Jahr 1412 ist nicht mehr erhalten. Er war vom Werkmeister der ersten städtischen Röhrwasser-Versorgung Leopold Karg aus Holz gebaut worden und stand an einem Lechkanal beim Schwibbogentor. Nach der Erbauung geriet Karg mit der Stadt Augsburg in einen langwierigen Rechtsstreit, der ihn verarmen ließ.

## Wassertürme am Roten Tor
Das historische Wasserwerk am Roten Tor hatte nicht nur einen, sondern gleich drei Wassertürme, die alle drei als Gebäude erhalten sind. Der Große Wasserturm und der Kleine Wasserturm befinden sich direkt am Roten Tor. Sie haben jeweils auf Unterbauten aus dem 15. Jahrhundert polygonale Obergeschosse aus dem 16./17. Jahrhundert. Der Innenausbau wird auf die Zeit um 1748 datiert. Am Heilig-Geist-Spital, etwa 50 Meter entfernt, befindet sich ein dritter Turm, der Kasten- oder Spitalturm.

### Großer Wasserturm

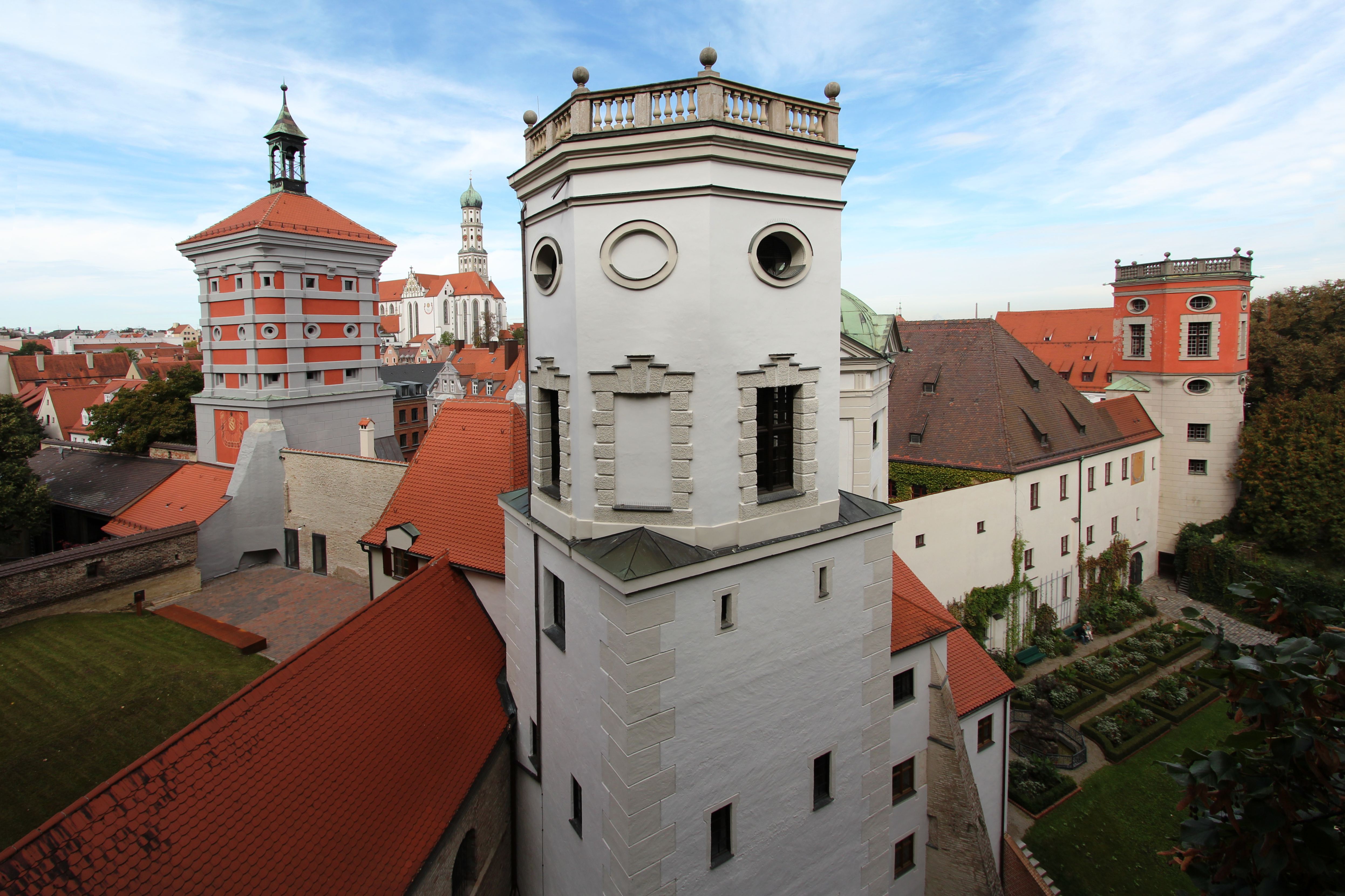
Das Rote Tor, der Große Wasserturm (dahinter verdeckt der Kleine) und der Kastenturm

Mit dem Bau des Großen Wasserturms wurde 1412 begonnen, 1416 war er fertiggestellt. Er wurde auf dem Unterbau eines Wehrturms am Roten Tor zunächst in Holzbauweise errichtet. Nach einem Brand im Jahr 1463 wurde er durch einen Turm aus Backsteinen ersetzt und später um zwei Geschosse erweitert. Im obersten, dem siebten, Geschoss befand sich ein oktogonales Becken, in das zwei metallene Fische und ein Fischkopf Wasser aus vier Aufsteigröhren speiten. Über ein dickeres Ablaufrohr wurde das Wasser in die Stadt abgeleitet.
Der Große Wasserturm belieferte Augsburg bis 1879 mit Trinkwasser. Er ist der älteste bestehende Wasserturm Deutschlands.

### Kleiner Wasserturm
1470 wurde direkt neben dem Großen Wasserturm, an diesen geschmiegt, ebenfalls über einem ehemaligen Festungsturm der Kleine Wasserturm erbaut. Der Turm wurde 1559 um zwei Sechseck-Geschosse und 1672 um ein weiteres Geschoss erhöht. Der Brunnenmeister Caspar Walter baute 1744 die bis zum obersten Geschoss führende hölzerne Wendeltreppe ein. Im obersten Geschoss war ein Wasserkessel mit zwei Fisch- und einem Fischkopfspeier aufgehängt. Von hier aus gelangt man noch heute in den benachbarten Großen Wasserturm.

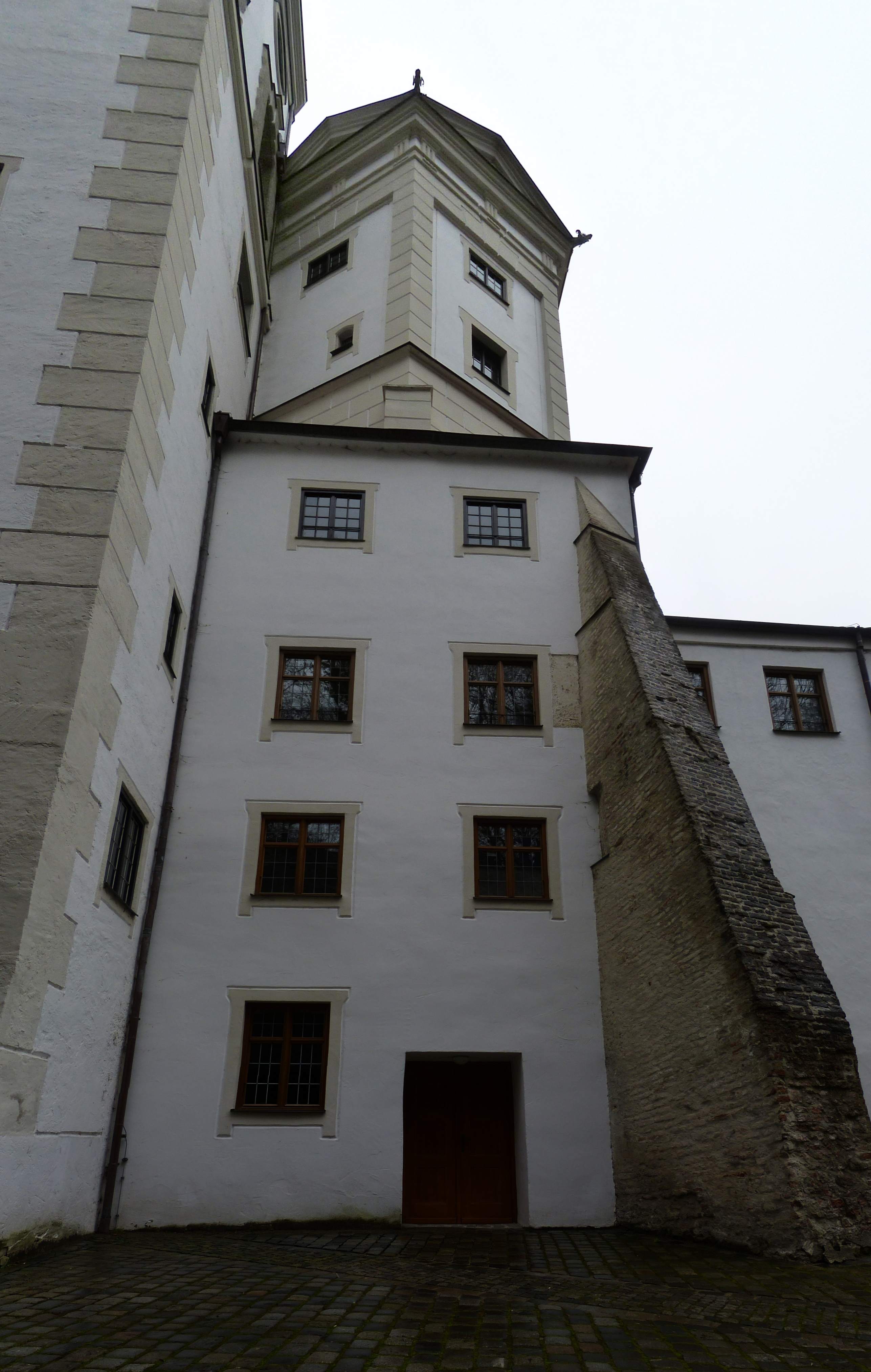
Der Kleine Wasserturm, mit Verstärkungsmauer gegen Vibrationen
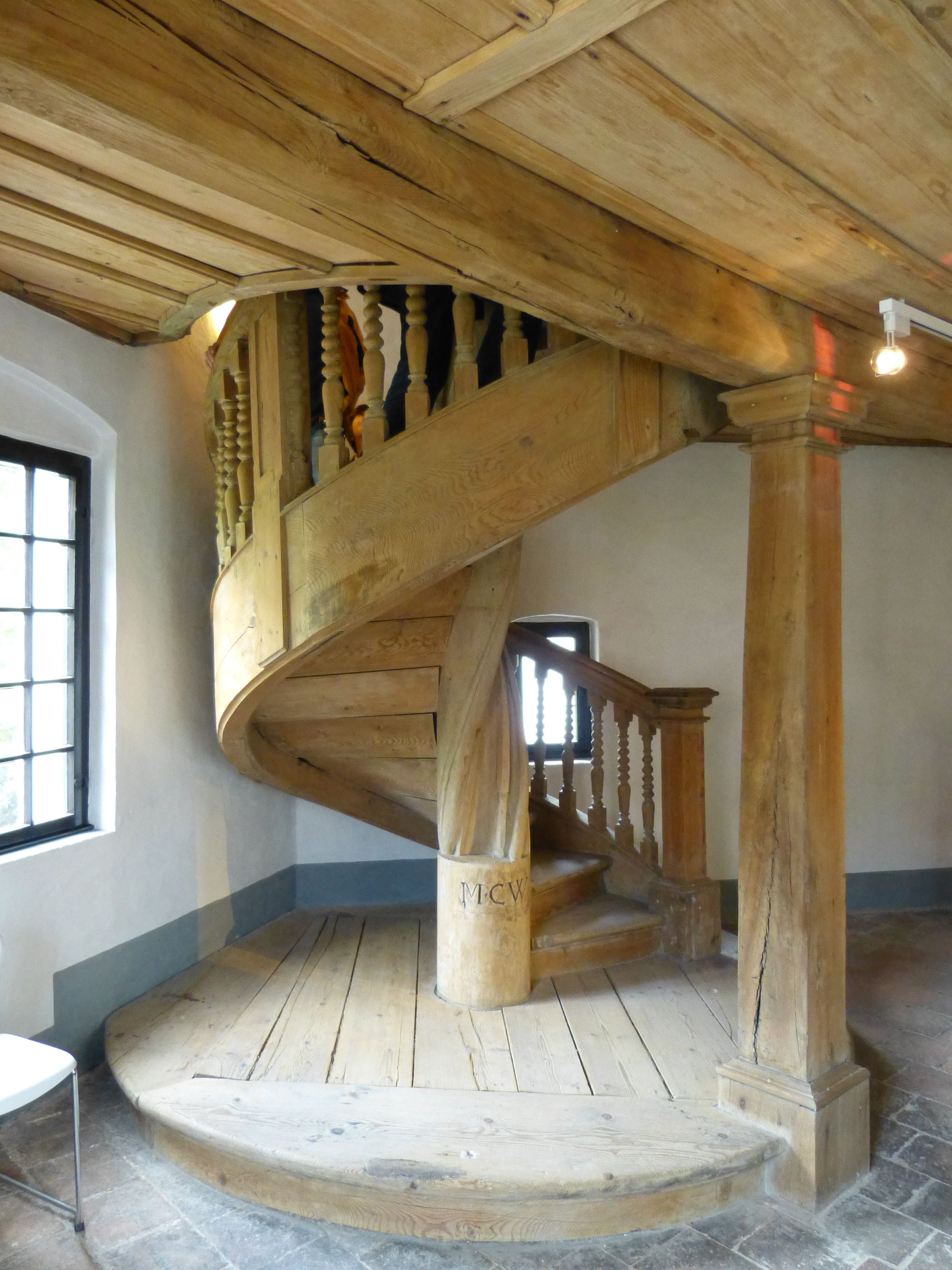
Wendeltreppe im Kleinen Wasserturm
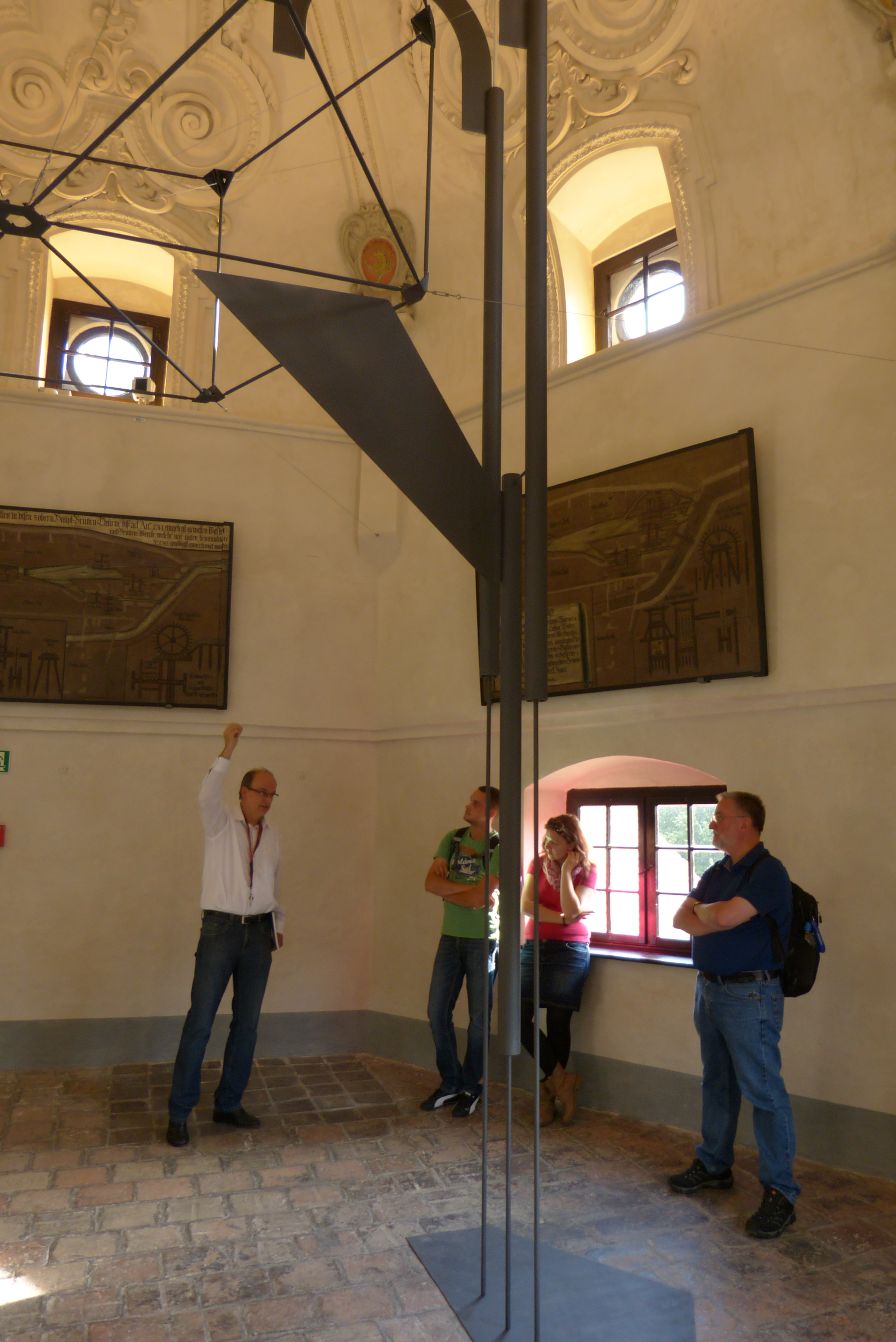
Oben im Kleinen Wasserturm

### Kastenturm

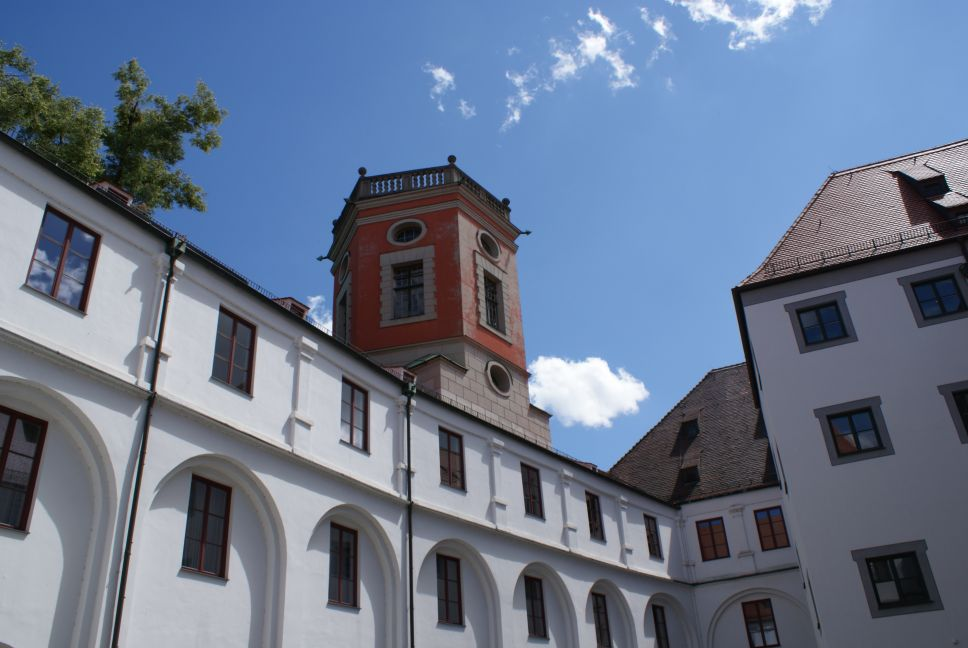
Kastenturm, aufgenommen aus dem Innenhof des Heilig-Geist-Spitals

1599 wurde eigens für die Wasserversorgung der Augsburger Prachtbrunnen ein Wehrturm zu einem weiteren Wasserturm umfunktioniert. Dieser Kastenturm, auch Spitalturm genannt, wurde dabei um zwei sechseckige Geschosse erhöht. Den flachen Dachabschluss ziert seit 1703 eine steinerne Balustrade. 1742 baute der hiesige Brunnenmeister Caspar Walter eine doppelläufige Wendeltreppe ein. Das Wasserbecken im obersten Stockwerk war kunstvoll hergerichtet. Seine Auslaufhähne stellten einen Brunnenjüngling und einen Fisch von Adriaen de Vries dar.

## Weitere nicht mehr erhaltene Wassertürme in Augsburg
- der Eicht-Wasserturm bei der städtischen Eichanstalt beim Schnarrbrunnen
- der Wasserturm beim Kloster Maria Stern
- der ursprüngliche Wasserturm beim Wasserwerk am Vogeltor

## Weitere erhaltene Wassertürme in Augsburg
- der Untere Brunnenturm
- der St.-Jakobs-Wasserturm

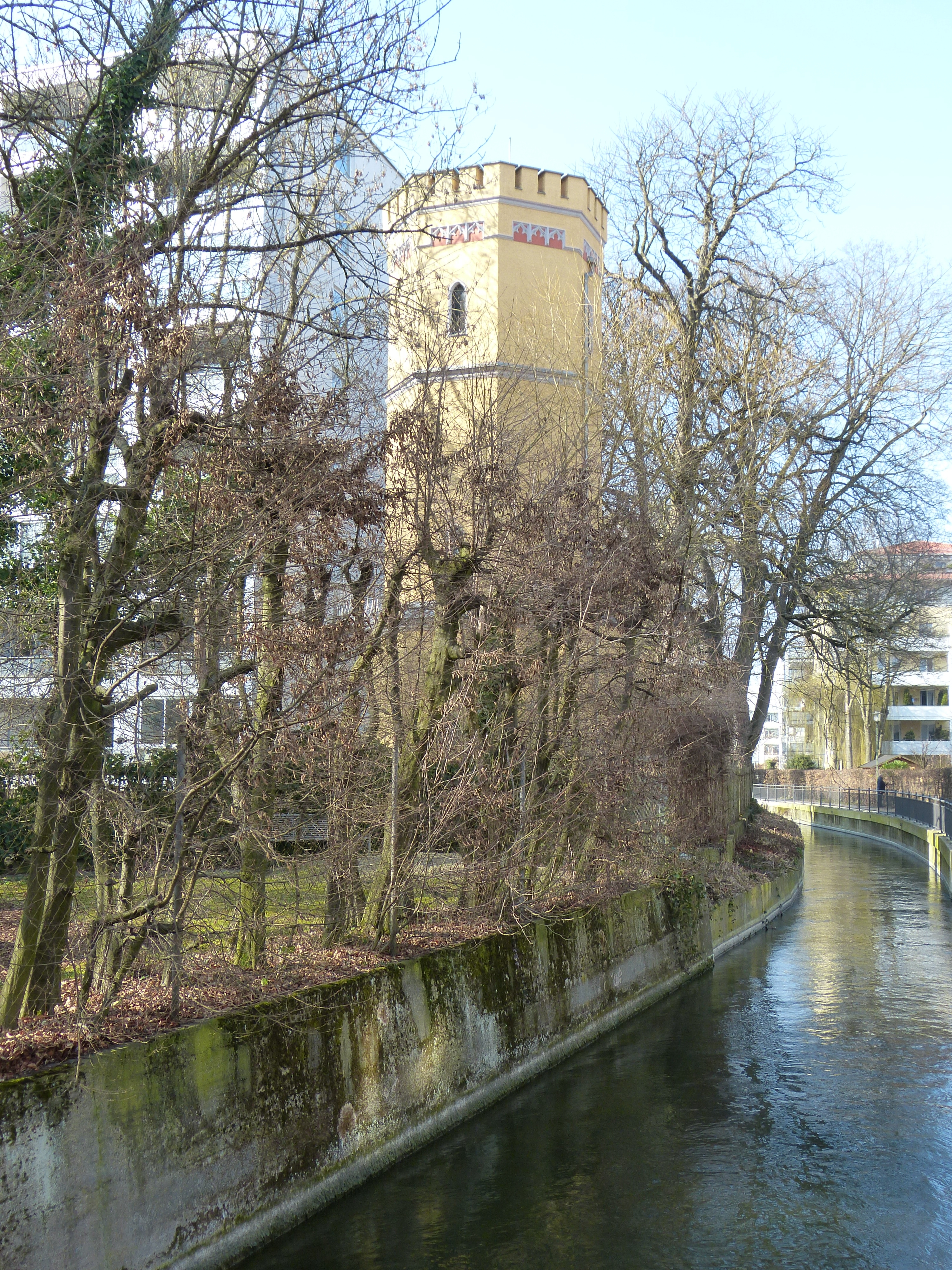
Der Turm am Schwibbogenplatz / Sparrenlech

- der Vogelturm beim Wasserwerk am Vogeltor
- der Turm Schwibbogenplatz 2 f beim Sparrenlech, ehemals ein privater Wasserturm zur Bewässerung des Schaur’schen Gartens
- der Behälterturm, auch als Wasserturm, im Gaswerk Augsburg
- der Wasserturm der ehem. August-Wesselschen-Schuhfabrik von Jean Keller
- der Wasserturm im Glaspalast Augsburg
- der Wasserturm von Ackermann-Göggingen
- der Wasserturm der Hutfabrik Lembert
- der Wasserturm Altes Stadtbad (Augsburg)
- der Wasserturm im Augsburger Stadtteil Inningen an der Wasserturmstraße